# Greg Cannom
Greg Cannom (Washington, D.C., 21 de agosto de 1951 – 9 de maio de 2025) foi um maquiador Estadunidense. Venceu o Oscar de melhor maquiagem e penteados em quatro ocasiões: por Bram Stoker's Dracula, Mrs. Doubtfire e The Curious Case of Benjamin Button, ao lado de Matthew W. Mungle, Michèle Burke, Ve Neill e Yolanda Toussieng e Vice.

## Morte
Cannom morreu no dia 9 de maio de 2025, aos 73 anos.